# 血縁係数
血縁係数（けつえんけいすう、coefficient of relationship）は、2人の個人間の血縁関係（または生物学的関係）の程度を表す尺度。血縁係数という用語は、1921年に近交係数を定義したシューアル・ライトによって、1922年に定義された。この尺度は、遺伝学および系譜学で最も一般的に使用されている。